# Patricia Roc
Pour les articles homonymes, voir Roc.
Patricia Roc est une actrice anglaise, née le 7 juin 1915 à Londres (Royaume-Uni), morte le 30 décembre 2003 à Locarno (Suisse).

## Filmographie
- 1938 : Le Divorce de Lady X (The Divorce of Lady X) : Bit Part
- 1938 : Taras Bulba (The Rebel Son) : Marina
- 1938 : The Gaunt Stranger : Mary Lenley
- 1939 : The Mind of Mr. Reeder
- 1940 : The Missing People : Doris Bevan
- 1940 : Pack Up Your Troubles d'Oswald Mitchell : Sally Brown
- 1940 : A Window in London : Pat
- 1940 : Dr. O'Dowd : Rosemary
- 1940 : Three Silent Men : Pat Quentin
- 1940 : It Happened to One Man : Betty Quair
- 1941 : My Wife's Family : Peggy Gay
- 1941 : The Farmer's Wife : Sibley
- 1942 : Let the People Sing : Hope Ollerton
- 1943 : We'll Meet Again : Ruth
- 1943 : Ceux de chez nous (Millions Like Us) : Celia Crowson
- 1943 : Suspected Person : Joan Raynor
- 1944 : Deux mille femmes (2,000 Women) : Rosemary Brown
- 1944 : Love Story : Judy
- 1945 : Madonna of the Seven Moons : Angela Labardi
- 1945 : Johnny Frenchman : Sue Pomeroy
- 1945 : Le Masque aux yeux verts (The Wicked Lady) : Caroline
- 1946 : Le Passage du canyon (Canyon passage) : Caroline Marsh
- 1947 : When the Bough Breaks : Lily
- 1947 : The Brothers : Mary
- 1947 : So Well Remembered : Julie Morgan
- 1947 : Jassy : Dilys
- 1948 : One Night with You : Mary Santell
- 1949 : The Perfect Woman : Penelope Belman
- 1949 : Retour à la vie : Lieutenant Evelyne (segment 2 : "Le retour d'Antoine")
- 1950 : Black Jack : Ingrid Dekker
- 1950 : L'Homme de la tour Eiffel (The Man on the Eiffel Tower) : Helen Kirby
- 1950 : L'Inconnue de Montréal : Helen Bering
- 1951 : L'Enquête est close (Circle of Danger) : Elspeth Graham
- 1952 : Something Money Can't Buy : Anne Wilding
- 1953 : La Mia vita è tua
- 1954 : Le Avventure di Cartouche : Donna Violante
- 1955 : La Veuve (La vedova X) de Lewis Milestone : Diana
- 1957 : The Hypnotist : Mary Foster
- 1959 : The House in the Woods : Carol Carter
- 1960 : Bluebeard's Ten Honeymoons : Mme. Dueaux